# Anolis deltae
Anolis deltae är en ödleart som beskrevs av  Williams 1974. Anolis deltae ingår i släktet anolisar, och familjen Polychrotidae. Inga underarter finns listade i Catalogue of Life.